# ماركوس ألونسو ميندوزا
ماركوس ألونسو ميندوزا (بالإسبانية: Marcos Alonso Mendoza) وهو لاعب كُرة قدم إسباني يلعب مع نادي سيلتا فيغو في مركز الدفاع ولد في يوم 28 ديسمبر 1990 في مدينة مدريد عاصمة إسبانيا، بدأ باللعب مع ريال مدريد وثُم لعب مع بولتون واندررز ونادي سندرلاند وتشيلسي في الدوري الإنجليزي الممتاز ثم لعب مع نادي برشلونة.

## الإنجازات
تشيلسي
- الدوري الإنجليزي الممتاز : 2016–17
- كأس الاتحاد الإنجليزي : 2018
- الدوري الأوروبي : 2019
- دوري أبطال أوروبا : 2020–21[4]
- كأس السوبر الأوروبي : 2021[5]
- كأس العالم للأندية : 2021[6]

 برشلونة
- الدوري الإسباني: 2022–23
- كأس السوبر الإسباني: 2022–23

## روابط خارجية
- ماركوس ألونسو ميندوزا على موقع الاتحاد الأوربي (الإنجليزية)
- ماركوس ألونسو ميندوزا على موقع إي إس بي إن إف سي (الإنجليزية)
- ماركوس ألونسو ميندوزا على موقع قاعدة بيانات كرة القدم.إي يو (الإنجليزية)
- ماركوس ألونسو ميندوزا على موقع ليكيب (الفرنسية)
- ماركوس ألونسو ميندوزا على موقع ناشيونال فوتبول تيمز (الإنجليزية)
- ماركوس ألونسو ميندوزا على موقع Soccerbase.com (لاعب) (الإنجليزية)
- ماركوس ألونسو ميندوزا على موقع Soccerway.com (الإنجليزية)
- ماركوس ألونسو ميندوزا على موقع عالم كرة القدم.نت (الإنجليزية)
- ماركوس ألونسو ميندوزا على موقع AS.com (الإسبانية)